# Nullomers
Les nullomers sont une série d'acides aminés qui n'existent pas à l'état naturel. Ils ont été découverts par Greg Hampikian et publiés dans plusieurs journaux de référence comme outil pour la lutte contre le cancer de la prostate et des seins, ainsi qu'un type de leucémie[réf. nécessaire],.